# Realitystjärnorna på godset
Realitystjärnorna på godset är en svensk realityserie som produceras av Mexiko Media för TV3 Sverige. Serien utspelar sig på Yxtaholms slott.
Det ursprungliga namnet var Realitystjärnorna på slottet, vilket anspelar på Sveriges Televisions program Stjärnorna på slottet. Efter klagomål från SVT bytte programmet namn.

## Säsong 1
Säsong 1 spelades in i september 2014, och sändes i början av 2015. Säsongen nominerades till Kristallen 2015.

### Deltagare
- Samir Badran (Paradise Hotel Sverige)
- Håkan Hallin (Baren, Färjan)
- Fredrik Karlsson (Bonde söker fru)
- Aina Lesse (Paradise Hotel)
- Martin Melin (Expedition Robinson)
- Gunilla Persson (Svenska Hollywoodfruar)
- Zübeyde Simsek (Expedition Robinson)
- Linda Thelenius (Big Brother)

## Säsong 2
Säsong 2 spelades in i september 2015, och hade premiär på TV3 den 5 april 2016.

### Deltagare
- Isabel Adrian (Expedition Robinson, Svenska Hollywoodfruar)
- Robert Andersson (Expedition Robinson)
- Jan Emanuel Johansson (Expedition Robinson)
- Tore Kullgren (FC Z)
- Qristina Ribohn (Farmen)
- Victoria Silvstedt (My Perfect Life)
- Meral Tasbas (Baren)
- Kristian Täljeblad (Paradise Hotel)

### Gäster
- Emma Knyckare
- Josefin Johansson
- Glenn Hysén

### Fotnoter
1. ↑  Aftonbladet: Tvingar såpa att byta namn